# St. Jakobshalle Basel
|  |

Sala St. Jakob Basel sau Sala Sankt Jakob Basel (în germană St. Jakobshalle Basel / Sankt Jakobshalle Basel, în franceză Halle Saint-Jacques Bâle), situată în St. Jakobs-Strasse 390, este un complex sportiv multifuncțional din Münchenstein, Cantonul Basel-Provincie, Elveția. Complexul este propietatea Cantonului Basel-Oraș și este administrat de Oficiul Sport, Secția Sport din Departamentul Educației al Cantonului Basel-Oraș (în germană Erziehungsdepartement Basel-Stadt/Abteilung Sport/Sportamt). Complexul este situat în nordul orașului, aproape de Stadionul de fotbal St. Jakob Park și Patinoarul St. Jakob Arena, la aproximativ 3 km de gara Basel SBB, la aproximativ 6 km de gara Basel Badischer, la aproximativ 300 m de gara Basel St. Jakob, la aproximativ 1 km de gara Basel Dreispitz, la aproximativ 1 km de gara Ruchfeld, la aproximativ 550 m de autostrada A2 și la aproximativ 620 m de autostrada A18, lângă stația de transport public St. Jakob, deservită de mijloacele de transport ale operatorilor BVB (Basler Verkehrs-Betriebe) și BLT (Baselland Transport).
Pe 6 septembrie 1963 Marele Consiliu al Cantonului Basel-Oraș a aprobat construirea unui nou complex multifuncțional și a creditului necesar în valoare de 21 570 000 CHF. Sala St. Jakobs Basel a fost construită între 1970-1976 și a fost inaugurată pe 26 septembrie 1976. Complexul multifuncțional, proiectat de arhitectul Giovanni Panozzo și inginerul Albert Schmidt, este format din șase săli pentru sport, întruniri și conferințe. În ianuarie 2015 Marele Consiliu al Cantonului Basel-Oraș a aprobat renovarea complexului și a creditului necesar în valoare de 105 000 000 CHF. Lucrările de renovare s-au încheiat în 2018 iar capacitatea sălii principale a fost extinsă de la 9 000 la 12 400 spectatori. Foaierul (în germană Foyer, în franceză Foyer) formează zona de intrare pe două nivele și încadrează sala principală având o suprafață de 5 000 m2 și este folosit la întruniri și conferințe. Sala principală numită Arena (în germană Arena, în franceză Arena) are o suprafață de 2 800 m2, măsoară 40 m x 70 m, poate găzdui 12 400 spectatori la evenimente sportive și 8 000 spectatori la concerte. Sala 1 (în germană Halle 1, în franceză Salle 1) are o suprafață de 513 m2, măsoară 36,54 m x 14,9 m, poate găzdui 1 400 oameni și este folosită la întruniri și conferințe. Sala 2 (în germană Halle 2, în franceză Salle 2) are o suprafață de 1 692 m2, măsoară 47 m x 36 m, poate găzdui 3 200 oameni și este folosită la întruniri și conferințe. Sala 3 (în germană Halle 3, în franceză Salle 3) are o suprafață de 1 050 m2, măsoară 42 m x 25 m, poate găzdui 1 800 oameni și este folosită la evenimente sportive și întruniri. Sala 4 (în germană Halle 4, în franceză Salle 4) are o suprafață de 320 m2, măsoară 20,6 m x 15,6 m, poate găzdui 450 oameni și este folosită la întruniri și conferințe. Sala 5 (în germană Halle 5, în franceză Salle 5) are o suprafață de 320 m2, măsoară 20,6 m x 15,6 m, poate găzdui 600 oameni și este folosită la întruniri și conferințe. Sălile Business Corner și VIP Corner au 440 m2 respectiv 615 m2, pot găzdui 660 oameni și 250 oameni și au vedere la terenul de joc. De asemenea, există patru săli de antrenament cu suprafața de 266,7 m2, 503,5 m2, 505,3 m2 respectiv 551,8 m2 și un bazin de înot care măsoară 25 m x 13,5 m. Complexul dispune de o bucătărie cu o capacitate zilnică de până la 3 000 de persoane și opt standuri gastronomice dotate cu echipament de gătit. În funcție de necesități se pot instala și standuri mobile gastronomice. Complexul sportiv multifuncțional dispune de o parcare cu o capacitate de 1 478 de locuri, dintre care 1 054 de locuri într-o parcare etajată.
Printre evenimentele găzduite de complex se numără:
- Turneul de tenis Swiss Indoors[15][2];
- Concursul de echitație CHI Classics Basel[16][2];
- Campionatul Mondial de Handbal Masculin din 1986[17][18][2];
- Campionatul European de Handbal Masculin din 2006[19];
- Turneul de badminton Swiss Open[20][2];
- Campionatul Mondial de Badminton din 2019[21][2];
- Campionatul Mondial de Para-Badminton din 2019[22][2];
- Campionatul Mondial Masculin de Curling din 2012[23][2];
- Campionatul Mondial Masculin de Curling din 2016[24][2];
- Campionatul Mondial de Hochei pe Gheață Masculin din 1998[25][2];
- concerte Carlos Santana, Queen, Joan Baez, Depeche Mode, Status Quo, Mike Oldfield, Bob Dylan, Elton John, Johnny Hallyday, Mötley Crüe, Iron Maiden, Chris de Burgh, Tina Turner, Dire Straits, Tom Petty, Peter Gabriel, Placido Domingo, Joe Cocker, José Carreras, Smokie, Suzi Quatro, Pet Shop Boys, Bryan Adams, Beastie Boys, Usher, Anastacia, R.E.M., Green Day, DJ BoBo, James Blunt, Helene Fischer, Muse, A-ha, Leonard Cohen, Deep Purple, Laura Pausini, The Cure, Sabaton, Andrea Bocelli[1][26][27];